# Karma (Alicia-Keys-Lied)
Karma ist ein Alternative-Hip-Hop-Lied mit Einflüssen aus R&B, Rap und Klassik von der US-amerikanischen R&B/Soul-Sängerin Alicia Keys aus ihrem zweiten Studioalbum The Diary of Alicia Keys aus dem Jahr 2003. Das Lied wurde von Alicia Keys selbst geschrieben und produziert. Es wurde im Oktober 2004 als letzte Single des Albums veröffentlicht. Es existiert auch eine andere Version des Liedes mit dem Titel Karmastition.

## Musikvideo
Die Regie zum Musikvideo führte Keys gemeinsam mit Chris Robinson. Produktionsorte waren New York City und La Romana.
Bei den MTV Video Music Awards 2005 gewann das Video in der Kategorie Best R&B Video.

## Chartplatzierungen
| ChartsChartplatzierungen       | Höchstplatzierung | Wochen |
| ------------------------------ | ----------------- | ------ |
| Deutschland (GfK)              | 62 (5 Wo.)        | 5      |
| Schweiz (IFPI)                 | 71 (5 Wo.)        | 5      |
| Vereinigte Staaten (Billboard) | 20 (29 Wo.)       | 29     |